# Ronny Yu
Ronny Yu Yan-Tai (en xinès tradicional: 於仁泰; en xinès simplificat: 于仁泰; en pinyin: Yú Réntài; Hong Kong Britànic, 1950) és un director, productor i escriptor de cinema xinès. Va néixer a Hong Kong i es va graduar a la Universitat d'Ohio. Ha treballat a Hong Kong i a Hollywood.

## Filmografia
- La Resurreción de Chucky (2012)
- Kill First, Ask Later (2009)
- Yakuza (2008)
- Fearless (2006)
- Freddy vs. Jason (2003)
- The 51st State (2001)[4]
- Chasing Dragon (1999)
- La núvia de Chucky (Bride of Chucky) (1998)
- Warriors of Virtue (1997)
- The Phantom Lover (1995)
- Bai fa mo nu zhuan (The Bride With White Hair) (1993)
- Bai fa mo nu zhuan II (The Bride With White Hair II) (1993)
- Wu Lin sheng dou shi (1992)
- Huo tou fu xing (1992)
- Qian wang 1991 (1991)
- Gwang tin lung foo wooi (1989)
- Meng gui fo tiao qiang (1988)
- Legítima venjança (Legacy of Rage) (1986)
- Si yan zi (1985)
- Ling qi po ren (1984)
- Jui gwai chat hung (1981)
- Xun cheng ma (1981)
- Jiu shi zhe (1980)
- Cheung laap cheing ngoi (1979)